# چورن
چورن، روستایی است از توابع بخش کجور شهرستان نوشهر در استان مازندران ایران.

## جمعیت
این روستا در دهستان زانوس‌رستاق قرار دارد و براساس سرشماری مرکز آمار ایران در سال ۱۳۸۵، جمعیت آن ۲۲۷ نفر (۵۷خانوار) بوده‌است. مردم چورن از قومیت طبری هستند. مردم چورن به زبان طبری و گویش کجوری سخن می‌گویند.